# Tor Björn Minde
Tor Björn Minde, född 1961 är en svensk civilingenjör och forskare inom datorteknik och signalbehandling. Han är adjungerad professor i signalbehandling vid Luleå tekniska universitet, och är sedan 2020 enhetschef vid Rise ICE Datacenter.

## Biografi
Minde har en civilingenjörsexamen inom elektroteknik vid Kungliga tekniska högskolan från 1986. Han har därefter haft ett antal ledande befattningar inom Ericssons forskningsverksamhet Ericsson Corporate Research och bland annat medverkat vid utvecklingen av mobiltelefonteknologierna 4G och 5G. Han är sedan 2001 adjungerad professor vid Luleå tekniska universitet.
Hans forskning har främst handlat om "sensor, context aware, datacenter, and machine learning technologies". Han har på senare tid fokuserat på energieffektivitet hos infrastrukturer för molnapplikationer.
Han är (2020) enhetschef vid Rise ICE Datacenter som invigdes 2016 med uppdraget att skapa kompetens inom hållbara och effektiva datacenterlösningar, molnapplikationer och dataanalys.
Minde har uppmärksammats som innehavare av världens största samling av Ericssons mobiltelefoner från tidsperioden 1981 till 2011.
Mindes vetenskapliga publicering har (2020) enligt Google Scholar närmare 900 citeringar och ett h-index på 17.

## Utmärkelser
- 2020 –  medtagen på tidskriften Data Economy:s Top 30-lista med ledare inom edge computing.[5][6]